# Xenorma exturbata
La Xenorma exturbata es una polilla de la familia Notodontidae. Fue descrita por Hering en 1925. Se encuentra en Guatemala.